# 贝尔奈圣马丁
贝尔奈圣马丁是法国滨海夏朗德省的一个市镇，位于该省中北部，属于圣让当热利区。该市镇总面积24.9平方公里，2009年时的人口为767人。

## 人口
贝尔奈圣马丁（Bernay-Saint-Martin）人口变化图示